# Prix Templeton
Pour les articles homonymes, voir Templeton.
Le prix Templeton (Templeton Prize for Progress in Religion puis Templeton Prize for Progress Toward Research or Discoveries about Spiritual Realities) est décerné par la Fondation John Templeton depuis 1973, à une personnalité s’étant distinguée pour ses activités caritatives ou son dévouement dans l’entraide et la compréhension inter-religieuse. 
Ce prix, qui récompense « le progrès de la recherche dans le domaine des réalités spirituelles », est systématiquement accompagné d’une somme plus élevée que pour le prix Nobel.

## Lauréats
| Année | Récipiendaire                 | Pays                 | Montant                                  |
| ----- | ----------------------------- | -------------------- | ---------------------------------------- |
| 1973  | Mère Teresa                   | Inde                 |                                          |
| 1974  | Frère Roger                   | Suisse               |                                          |
| 1975  | Sarvepalli Radhakrishnan      | Inde                 |                                          |
| 1976  | Cardinal Léo Suenens          | Belgique             |                                          |
| 1977  | Chiara Lubich                 | Italie               |                                          |
| 1978  | Thomas F. Torrance            | Écosse               |                                          |
| 1979  | Nikkyo Niwano                 | Japon                |                                          |
| 1980  | Ralph Wendell Burhoe          | États-Unis           |                                          |
| 1981  | Dame Cicely Saunders          | Grande-Bretagne      |                                          |
| 1982  | Billy Graham                  | États-Unis           |                                          |
| 1983  | Alexandre Soljenitsyne        | Union Soviétique     |                                          |
| 1984  | Michael Bourdeaux             | Grande-Bretagne      |                                          |
| 1985  | Sir Alister Hardy             | Grande-Bretagne      |                                          |
| 1986  | James McCord                  | États-Unis           |                                          |
| 1987  | Stanley L. Jaki               | États-Unis           |                                          |
| 1988  | Inamullah Khan                | Pakistan             |                                          |
| 1989  | Lord MacLeod                  | Écosse               |                                          |
| 1989  | Carl Friedrich von Weizsäcker | Allemagne de l’Ouest |                                          |
| 1990  | Murlidar Devidas Amte         | Inde                 |                                          |
| 1990  | L. Charles Birch              | Australie            |                                          |
| 1991  | Immanuel Jakobovits           | Grande-Bretagne      |                                          |
| 1992  | Kyung-Chik Han                | Corée du Sud         |                                          |
| 1993  | Charles W. Colson             | États-Unis           |                                          |
| 1994  | Michael Novak                 | États-Unis           |                                          |
| 1995  | Paul Davies                   | Australie            |                                          |
| 1996  | Bill Bright                   | États-Unis           |                                          |
| 1997  | Shastri Athavale              | Inde                 |                                          |
| 1998  | Sir Sigmund Sternberg         | Grande-Bretagne      |                                          |
| 1999  | Ian G. Barbour                | États-Unis           |                                          |
| 2000  | Freeman Dyson                 | États-Unis           |                                          |
| 2001  | Arthur Peacocke               | Grande-Bretagne      |                                          |
| 2002  | John C. Polkinghorne          | Grande-Bretagne      |                                          |
| 2003  | Holmes Rolston III            | États-Unis           |                                          |
| 2004  | George F. R. Ellis            | Afrique du Sud       |                                          |
| 2005  | Charles Townes                | États-Unis           |                                          |
| 2006  | John Barrow                   | Grande-Bretagne      | 795 000 GBP (environ 1,4 million USD)    |
| 2007  | Charles Taylor                | Canada               |                                          |
| 2008  | Michał Heller                 | Pologne              | 820 000 £ (environ 1,6 million USD)      |
| 2009  | Bernard d'Espagnat            | France               | 910 000 £                                |
| 2010  | Francisco J. Ayala            | Espagne              |                                          |
| 2011  | Martin Rees                   | Royaume-Uni          |                                          |
| 2012  | Tenzin Gyatso, 14e dalaï-lama | Inde                 | 1,1 million £ (environ 1,7 million USD), |
| 2013  | Desmond Tutu                  | Afrique du Sud       | 1,1 million £                            |
| 2014  | Tomáš Halík                   | Tchéquie             |                                          |
| 2015  | Jean Vanier                   | Canada / France      |                                          |
| 2016  | Jonathan Sacks                | Grande-Bretagne      |                                          |
| 2017  | Alvin Plantinga               | États-Unis           |                                          |
| 2018  | Abdallah II                   | Jordanie             |                                          |
| 2019  | Marcelo Gleiser               | Brésil               |                                          |
| 2020  | Francis Collins               | États-Unis           |                                          |
| 2021  | Jane Goodall                  | Royaume-Uni          |                                          |
| 2022  | Frank Wilczek                 | États-Unis           |                                          |
| 2023  | Edna Adan Ismail              | Somaliland           |                                          |
| 2024  | Pumla Gobodo-Madikizela       | Afrique du Sud       |                                          |